# Linia Maginota

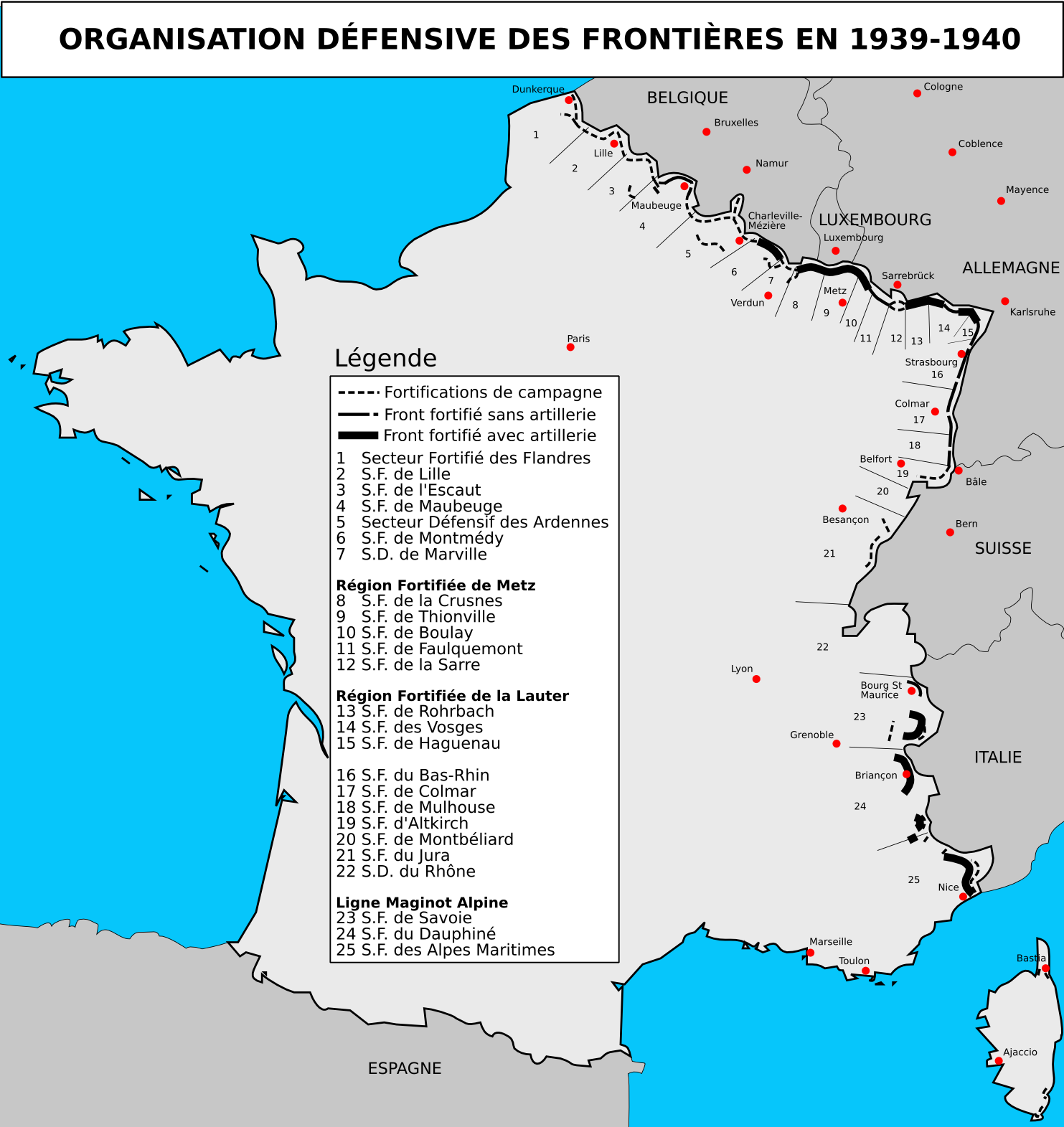
Linia Maginota na mapie

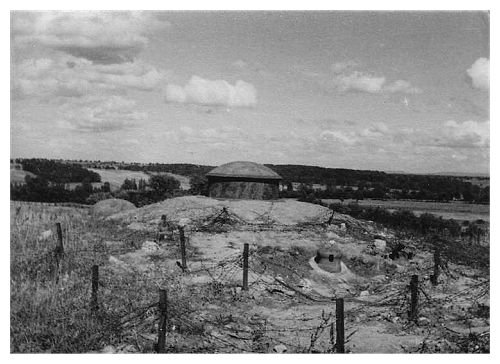
Fortyfikacje Linii Maginota w 1940

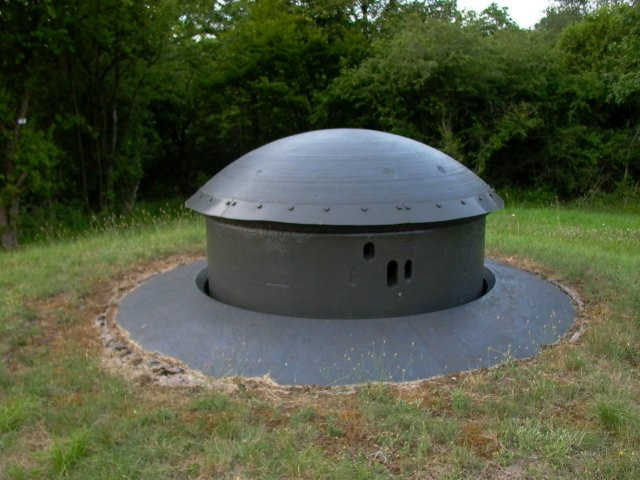
Grupa warowna „Hackenberg”: wysuwana wieża pancerna dla dwóch karabinów maszynowych

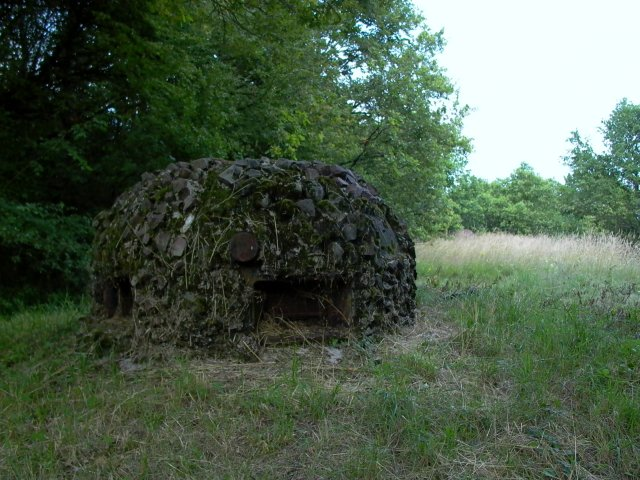
Grupa warowna „Hackenberg”: obserwacyjno-bojowa kopuła pancerna typu GFM, zwraca uwagę charakterystyczne maskowanie

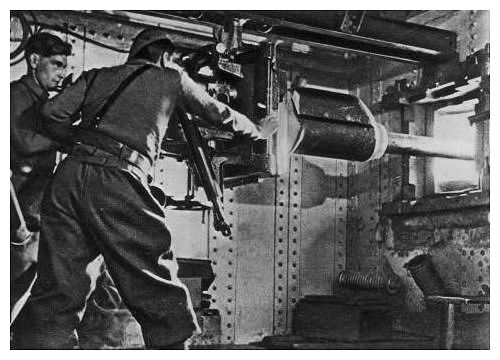
Żołnierze francuscy w fortyfikacjach Linii Maginota

Linia Maginota (fr. Ligne Maginot) – nazwa stosowana na określenie francuskich fortyfikacji zbudowanych w latach 1929–1934, a następnie wzmacnianych do 1939 na wschodnich granicach państwa. Przeważnie, mówiąc o „Linii Maginota”, ma się na myśli najsłynniejsze umocnienia – na granicach z Niemcami i Luksemburgiem.
Fortyfikacje francuskie tego okresu, zbiorczo nazywane zazwyczaj Linią Maginota, dzielą się na:
- Właściwą Linię Maginota – fortyfikacje na granicy z Niemcami i Luksemburgiem,
- Linię Obrony Renu,
- Nowe Fronty (w tym tak zwane Przedłużenie Linii Maginota) – fortyfikacje na granicy z Belgią,
- Małą Linię Maginota – fortyfikacje na granicy z Włochami.

## Geneza
Doświadczenia z niezwykle krwawych walk na froncie zachodnim podczas I wojny światowej wpłynęły na wykształcenie się nowej, defensywnej francuskiej doktryny wojennej. Chęć uniknięcia w przyszłym konflikcie konieczności toczenia wojny pozycyjnej na pozycjach polowych sprawiła, iż generalicja wysuwała potrzebę przygotowania silnych fortyfikacji stałych jako osłony kraju i dla przygotowania rozstrzygającej ofensywy. Projekt umocnień powstał w czasie prac Komisji Organizacyjnej do spraw Rejonów Umocnionych CORF (Commission d’organisation des régions fortifiées), którą nadzorował minister wojny Francji Paul Painlevé. Jej nazwa wzięła się od następcy Painlevégo, ministra wojny André Maginota, który oficjalnie zreferował opinii publicznej we francuskim parlamencie założenia taktyki, opartej właśnie o te umocnienia. W zamyśle jej projektantów i pomysłodawców miała ona być przeszkodą nie do pokonania dla ewentualnej agresji Niemiec na Francję i była klasycznym rozwinięciem zasad wojny pozycyjnej – francuska doktryna wojenna zakładała wyższość wojny obronnej nad działaniami ofensywnymi.

## Podstawowe dane statystyczne
Jej długość wynosiła około 450 km, a budowa pochłonęła blisko 2,9 mld franków. Składała się z blisko 600 głównych obiektów bojowych, ogółem zaś wybudowano około 5800 wszystkich typów fortyfikacji i umocnień.

## Projekt i kształt fortyfikacji
Podstawowymi elementami Linii Maginota, tworzącymi jej najważniejsze odcinki były grupy warowne. Najczęściej ich stosowany podział wyróżnia „ouvrage d’artillerie” (forty artyleryjskie), a więc dzieła duże, wyposażone w artylerię, oraz „petit ouvrage” (małe forty), wyposażone jedynie w broń piechoty. Przeciętna duża grupa warowna liczyła 5–6 bloków (schronów), połączonych podziemną komunikacją, oraz dodatkowe bloki wejściowe (osobne dla piechoty i amunicji, te ostatnie przystosowane zazwyczaj do wjazdu kolei wąskotorowej). Grupy te mogły być jednak znacznie większe; grupa „Hackenberg” posiadała 19 bloków, a „Hochwald” – 17, przy czym dodatkowy szereg bloków broni jego fosy przeciwpancernej i nie jest połączony z podziemiami. Mała grupa warowna liczyła zazwyczaj 3–4 bloki, przy czym w tym przypadku nie wydzielano osobnych bloków wejściowych, gdyż z braku amunicji nie istniała konieczność zabezpieczenia jej dowozu i funkcje bloku wejściowego pełnił któryś z bloków bojowych.
Istniała bardzo duża różnorodność rozwiązań stosowanych w grupach warownych. Przeciętna duża grupa liczyła, jak już wspomniano, 5–6 bloków oraz 2 bloki wejściowe. Grupy dzieliły się na dwie części – bojową i zaplecza. Część zaplecza mieściła się kilkaset metrów do ponad kilometra za częścią bojową. Jej podstawę stanowiły bloki wejściowe i połączone z nimi tunelami – podziemne koszary i magazyny. Największe grupy miały ponad 1000 osób załogi, przeciętnie było to około pół tysiąca ludzi. Ponieważ planowany czas obrony grup linii miał wynosić nawet trzy miesiące, magazyny musiały pomieścić nie tylko żywność, ale również amunicję, odpowiednią ilość ropy do napędzania silników Diesla czy części zamienne. Część bojowa składała się z bloków bojowych, rozrzuconych na przestrzeni kilkuset metrów, wzajemnie osłaniających się ogniem. Wszystkie obiekty grupy połączone były tunelami.
Wyróżnić można trzy podstawowe typy bloków w części bojowej:
- bloki piechoty,
- bloki artylerii,
- bloki obserwacyjne,

oraz bloki mieszane, których budowa wynikała zazwyczaj z oszczędności.
Bloki piechoty wyposażone były w karabiny maszynowe (przede wszystkim podwójnie sprzężone, tak zwane JM – jumelage de mitrailleuse, zarówno w strzelnicach, kopułach, jak i w wieżach wysuwanych), działka przeciwpancerne kalibru 37 mm i 47 mm i granatniki. Bloki artylerii wyposażone były w armaty 75 mm bądź haubice 135 mm, montowane albo w strzelnicach, albo w wieżach wysuwanych. Bloki obserwacyjne położone były zazwyczaj w najwyższym punkcie grupy, głównym ich wyposażeniem były kopuły obserwacyjne.
Najbardziej skutecznym rodzajem broni stosowanej na Linii Maginota były pancerne wieże wysuwane, w których zależnie od typu montowano karabiny maszynowe, działka przeciwpancerne bądź działa. Były one jednak bardzo kosztowne, stąd też budowano je rzadko.
Początkowo planowano osłanianie grup warownych odcinkami fos przeciwpancernych, ale ze względów oszczędnościowych wzniesiono je tylko w dwóch najwcześniejszych i zarazem najpotężniejszych grupach: Hackenberg i Hochwald.
Podczas budowania Linii Maginota wykorzystywano także stare obiekty. Przykładowo w rejonie Maubeuge grupy warowne rozmieszczono na pozostałościach starych, rozebranych fortów. Baterie pancerne starych, poniemieckich grup warownych w Thionville (Guentrange, Illange, Koenigsmacker) zostały zmodernizowane, by móc udzielać wsparcia ogniowego fortyfikacjom. Ze względów oszczędnościowych w czasie budowy umocnień, zwłaszcza na mniej ważnych odcinkach wykorzystywano pancerze i uzbrojenie z I wojny światowej.
Chociaż niewątpliwie grupy warowne były (i są) najpotężniejszymi i najbardziej spektakularnymi elementami linii, statystyczną większość jej obiektów stanowiły mniejsze, samodzielne kazamaty, schrony dla piechoty (abris), schrony artyleryjskie i tysiące lekkich obiektów różnego typu.

## Rozmieszczenie umocnień
Linia Maginota podzielona była na trzy główne strefy i rejony niezależne:
- Metz (rejon północny) – rozciągał się na długości około 120 km i szerokości około 20 km – miał za zadanie osłaniać francuski rejon przemysłowy w Lotaryngii oraz potencjalne kierunki przemieszczania się wojsk nieprzyjaciela wzdłuż dolin rzek Nied i Mozela,
- Lauter (odcinek środkowy między miejscowościami Rohrbach i Haugenau) – strzegł granicy na odcinku o długości około 80 km (znajdujący się w Alzacji) i szerokości około 15 km z rozbudowanym systemem zapór przeciwczołgowych i przeciwpiechotnych,
- Belfort (rejon południowy) – strzegł szlaku komunikacyjnego między Jurą a Wogezami – miejsce to nazywano Bramą Belfortu lub Bramą Burgundzką,
- Niezależne rejony umocnione Colmar i Strasbourg – rozlokowane były po lewej stronie Renu, w odległości około 2–4 km w pasie o długości około 70 km, składającym się z trzech linii fortyfikacji oraz kanałów Marna-Ren i Rodan-Ren; oraz tak zwaną strefę zaporową Sarre.

## Wykorzystanie bojowe
Fakt, że granice z Belgią i Szwajcarią nie zostały włączone w program budowy najsilniejszych umocnień, dał możliwość zastosowania przez nazistowskie Niemcy manewru omijającego i wkroczenia w czerwcu 1940 na teren Francji przez terytorium Belgii. Linia Maginota nie spełniła oczekiwań narodu francuskiego w obliczu nowej taktyki niemieckiej armii zwanej „wojną błyskawiczną”. Na niektórych odcinkach Właściwej Linii Maginota toczyły się w maju i w czerwcu 1940 ciężkie walki (→kampania francuska). W odróżnieniu od fortyfikacji na północy, umocnienia na granicy z Włochami w pełni wykonały swoje zadanie, uniemożliwiając wojskom włoskim wkroczenie do południowej Francji (→włoska inwazja na Francję 1940).

## Podsumowanie
Ponieważ atuty, jakie dawała Linia Maginota, nie zostały w 1940 wykorzystane przez aliantów, fortyfikacje te zazwyczaj są krytykowane, a ich rola pomniejszana. Pozostaje jednak faktem, iż fortyfikacje Linii Maginota pozostają najpotężniejszymi umocnieniami w historii.